# Volby do Slovenské národní rady 1964
Volby do Slovenské národní rady 1964 proběhly 14. června 1964.

## Popis voleb
Jednalo se o součást voleb do zastupitelských orgánů Československa roku 1964, kdy se během jednoho volebního aktu rozhodovalo o složení zastupitelských sborů na všech úrovních, tedy do místních národních výborů a městských národních výborů (včetně obvodních národních výborů), do okresních národních výborů, do krajských národních výborů a do Národního shromáždění a také do Slovenské národní rady. Voleni byli i soudci okresních soudů.
Šlo o poslední volby do Slovenské národní rady před provedením federalizace Československa, tedy o poslední volby, kdy Slovenská národní rada neměla svůj protějšek v České národní radě. Zároveň šlo o druhé volby do Slovenské národní rady od zrušení Sboru pověřenců coby kolektivního zákonodárného orgánu Slovenska. 

## Výsledky voleb
| Subjekt                        | Počet hlasů | Počet platných hlasů | Volební účast % | Hlasů pro Národní frontu | Hlasů pro Národní frontu % | Mandátů |
| ------------------------------ | ----------- | -------------------- | --------------- | ------------------------ | -------------------------- | ------- |
| Národní fronta Čechů a Slováků | 2 651 043   | 2 647 448            | 99,42 %         | 2 645 843                | 99,94 %                    | 92      |

Z celkového počtu 2 666 534 oprávněných voličů hlasovalo 2 651 043 a počet platných hlasů dosáhl 2 647 448. Z nich bylo 2 645 843 pro jednotnou kandidátní listinu Národní fronty.

## Zvolení poslanci
Celkem bylo zvoleno 92 poslanců Slovenské národní rady. 
podle národnosti
- 75 Slováků
- 11 Maďarů
- 5 Ukrajinců
- 1 Čech

podle pohlaví
- 18 žen
- 74 mužů

podle profese
- 32 v materiální výrobě
- 14 členů JZD a státních statků
- 16 pracující inteligence
- 3 příslušníci armády

- 56 poslanců bylo původní profesí dělníkem